# Фонтан Айвазовского
Фонтан Айвазовского — архитектурная достопримечательность в городе Феодосия в Юбилейном парке. Построен в 1888 году по проекту и на средства Ивана Айвазовского.

## История
Феодосия постоянно испытывала недостаток воды, особенно после того, как на близлежащих горах был вырублен лес. В сухое лето 1887 года воду в город доставляли в бочках пароходами из Севастополя. Осенью того же года Айвазовский решил безвозмездно передать городу Субашские источники, которые находилось на территории его поместья возле города Старый Крым. Закладка фонтана состоялась 12 сентября 1887 года после богослужения в Александро-Невском соборе Феодосии.
Строительство водопровода велось весной — летом 1888 года, на его сооружение городом было потрачено 231 689 рублей, весьма большая по тем временам сумма.
Официальное открытие фонтана состоялось 1 октября 1888 года. По проложенному водопроводу длиной 25 км из чугунных труб Феодосия стала ежесуточно получать 50 000 ведер чистой питьевой воды.
Сначала городская дума собиралась назвать фонтан именем Александра III, были подготовлены и отправлены по инстанциям соответствующие документы. Не дожидаясь принятия решения, городские власти приготовили закладную плиту, на которой были выбиты слова «Императора Александра». Однако, учитывая заслуги Айвазовского, Высочайшим Указом, изданным в сентябре 1888 года, было повелено дать фонтану имя великого художника. В связи с этим на закладной плите фонтана вместо слов «Императора Александра» выбили «И. К. Айвазовского». Денег на новую плиту уже не было, поэтому было принято решение вырезать её центр с надписью и вставить блок с новым текстом. Если присмотреться к закладной плите, то перед первой буквой в имени И. К. Айвазовского четко видны детали буквы «И» большего размера, от слова «Императора», а после окончания имени детали буквы «А» от слова «Александра». Памятник Александру III поставили напротив фонтана через несколько лет.
За пользование Феодосийско-Субашским водопроводом взималась плата, но воду из фонтана люди пили бесплатно. Через некоторое время возле фонтана возник павильон восточного стиля (здание не сохранилось): слева находилась чебуречная, справа готовили шашлыки, называлось кафе «Фонтанчик» — приятное место отдыха в Феодосии. В теплое время года столики устанавливали за легкой оградой под открытым небом. На рубеже 19 и 20-го веков этот уголок города был у горожан очень популярным.
Фонтан построен в восточном стиле и является точной копией фонтана в Константинополе; характерной чертой строения является большая навесная крыша. В одном из писем Айвазовский писал: «Фонтан в восточном стиле так хорош, что ни в Константинополе, ни где-либо я не знаю такого удачного, в особенности, в пропорциях».
В дореволюционное время у фонтана была серебряная чашка с надписью «За здоровье И. К. Айвазовского и его семьи».
По своей форме фонтан является прямоугольным сооружением восточного стиля с большими навесами от крыши, построенным из местного камня-ракушечника, частично сохранилась каменная облицовка. В южном фасаде фонтана — двери, ведущие в помещение с резервуаром для сбора воды. Фонтан стал памятником архитектуры и достопримечательностью курортного города.
В 1993 году завершена реконструкция фонтана.
В 2006 году состоялась повторная реконструкция и установлена подсветка, а также были озвучены планы сделать фонтан цветомузыкальным.